# Franka Dietzsch
Franka Dietzsch, née le 22 janvier 1968 à Wolgast (Allemagne de l'Est), est une athlète allemande spécialiste du lancer du disque.
Elle a été sacrée trois fois championne du monde en 1999, 2005 et 2007 et une fois championne d'Europe en 1998.

## Palmarès

### Jeux olympiques d'été
- Jeux olympiques d'été de 2000 à Sydney ( Australie)
  - 6e au lancer du disque (63,18 m)
- Jeux olympiques d'été de 2004 à Athènes ( Grèce)
  - éliminé en qualifications du lancer du disque (58,12 m)

### Championnats du monde d'athlétisme
- Championnats du monde d'athlétisme de 1991 à Tokyo ( Japon)
  - éliminé en qualifications du lancer au disque (59,16 m)
- Championnats du monde d'athlétisme de 1993 à Stuttgart ( Allemagne)
  - 8e au lancer au disque (62,06 m)
- Championnats du monde d'athlétisme de 1995 à Göteborg ( Suède)
  - 7e au lancer au disque (61,28 m)
- Championnats du monde d'athlétisme de 1999 à Séville ( Espagne)
  -  Médaille d'or au lancer du disque (68,14 m)
- Championnats du monde d'athlétisme de 2001 à Edmonton ( Canada)
  - 4e au lancer au disque (65,38 m)
- Championnats du monde d'athlétisme de 2003 à Paris ( France)
  - éliminé en qualifications du lancer au disque (59,77 m)
- Championnats du monde d'athlétisme de 2005 à Helsinki ( Finlande)
  -  Médaille d'or au lancer du disque (66,56 m)
- Championnats du monde d'athlétisme de 2007 à Osaka ( Japon)
  -  Médaille d'or au lancer du disque (66,61 m)

### Championnats d'Europe d'athlétisme
- Championnats d'Europe d'athlétisme de 1998 à Budapest ( Hongrie)
  -  Médaille d'or au lancer du disque (67,49 m)